# Stade Tunisien
L'Stade Tunisien, sovint anomenat ST (àrab: الملعب التونسي, al-Malʿab at-Tūnisī, ‘l'Estadi Tunisenc’), és un club de futbol tunisià de la ciutat de Tunis. Va ser fundat el 1948.

## Palmarès
- Lliga tunisiana de futbol[2]
  - 1957, 1961, 1962, 1965
- Copa President tunisiana[3]
  - 1956, 1958, 1960, 1962, 1966, 2003
- Copa de la Lliga tunisiana de futbol
  - 2000, 2002
- Recopa aràbiga de futbol
  - 1989/90, 2001/02